# Conor McGuinness
Pas d'image ? Cliquez ici

a Compétitions nationales et continentales officielles uniquement.

b Matchs officiels uniquement.
Conor Dermot McGuinness, né le 29 mars 1975 à Dublin, est un joueur de rugby à XV irlandais évoluant au poste de demi de mêlée. Il a notamment évolué dans le club de la province du Connacht.

## Biographie
Le 15 novembre 1997, Conor McGuinness est aligné pour la première fois en équipe nationale lors d'un test-match contre la Nouvelle-Zélande, à l'âge de 22 ans. Le XV du trèfle, surnom de la sélection irlandaise, s'incline lourdement à Dublin sur le score de 63-15. McGuinness se montre néanmoins convaincant puisqu'il joue 13 des 15 rencontres suivantes que disputent l'Irlande, formant la charnière avec David Humphreys.
Néanmoins, les résultats ne sont pas à la hauteur des espérances du sélectionneur Warren Gatland. Peu avant le début de la coupe du monde 1999, il est remplacé au sein de la sélection par Tom Tierney. Sa dernière rencontre internationale, disputée à Murrayfield contre l'Écosse, s'est soldée par une défaite 30 à 13.
En 14 sélections, Conor n'aura connu la victoire que quatre fois, inscrivant un essai.
Sa progression est par la suite ralentie par une blessure au pied qui, selon ses dires, l'empêche de s'entraîner pendant les dix jours suivants un match. Après deux opérations et une injection de cortisone, il disparaît des écrans radars et se voit forcé de mettre un terme à sa carrière à l'âge de 24 ans.